# Кросс-Айленд
Кросс-Айленд (англ. Cross Island) — необитаемый остров в Индийском океане в гавани Мумбаи (Индия).

## Описание
Это необитаемый остров, расположенный в гавани Мумбаи между побережьем и островом Гхарапури. На острове находится нефтеперерабатывающий завод и несколько крупных газохранилищ.
Кросс-Айленд с руинами форта расположен примерно в 400 метрах от паромного причала на восточном побережье Мумбаи. Остров также известен как Чинал Текди.
Периодически на острове останавливаются рыбаки, хотя на нём нет естественного источника пресной воды. У основания форта некоторые кирпичные и минометные конструкции находятся в полуразрушенном состоянии. В настоящее время с островом нет регулярного пассажирского сообщения. Транспортировку на остров осуществляют местные рыбаки с паромной пристани на 6-местных лодках.
Форт занимает почти весь остров и, возможно, был построен португальцами, а затем британскими поселенцами. В форте находится несколько пушек, в том числе одна пушка крупного калибра. Вершина форта очень похожа на насыпь с одним большим деревом.
Климат соответствует экваториальному. Среднегодовая температура составляет 26 °С. Самый тёплый месяц — май (32 °С), самый холодный — июль (21 °С). Среднее количество осадков составляет 2412 мм в год. В июле выпадает в среднем 908 мм осадков, а в апреле всего 1 мм.